# عبادان

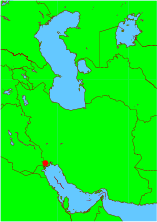
موقع مدينة عبادان

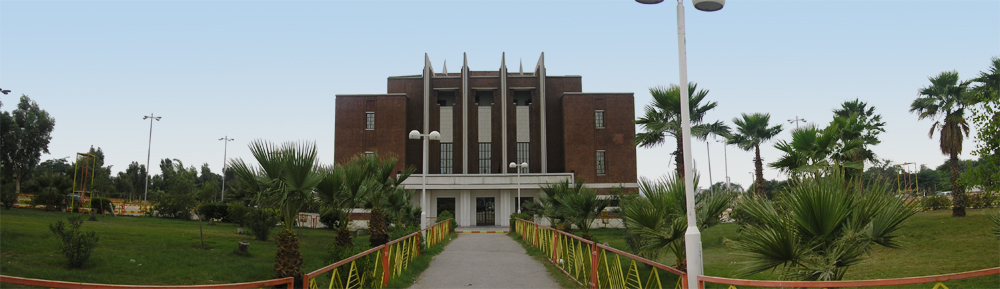
سينما تاج في عبادان

عبَّادان أو عبدان (بالفارسية: آبادان) مدينة تقع في محافظة خوزستان جنوب غرب إيران على جزيرة عبدان ضفاف نهر شط العرب. عدد سكان عبادان (291,690 نسمة) وعرفت المدينة في العصر العباسي على أنها ميناء رئيسي. وتعتبر المدينة مركزا عالميا لتكرير النفط وهي متصلة مع آبار النفط الإيرانية بواسطة أنابيب. كما أن عبادان والأراضي المحيطة فيها موطن (مضارب) قبيلة كعب العربية. والتي ينتمي لها الشيخ خزعل الذي كان حاكم الأحواز (الأهواز) قبل الاحتلال الإيراني لها خلال الفترة (1897 إلى 1925). كما تضم المدينة العديد من المنشآت البترولية بدءاً من مصفاة النفط التي شيدت أثناء حكم الشيخ خزعل بن الشيخ جابر المردا. وتضم المدينة مطارا دوليا.

## تاريخ

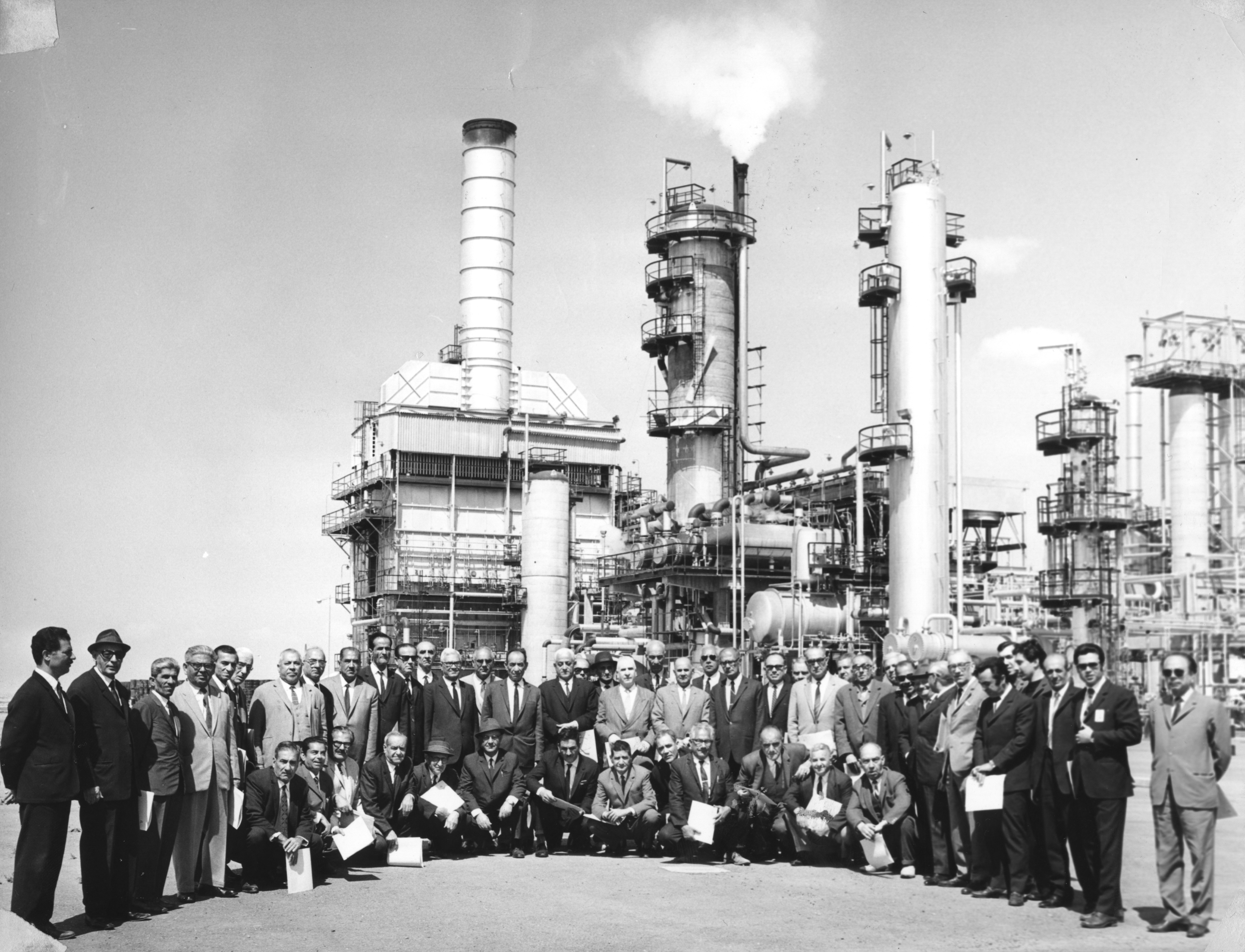
مصفاة نفط عبادان قبل 1979م

ياقوت الحموي في وصفه لمدينة عبّادان يصفها بإن عبّادان تقع في جزيرة فيها مشاهد ورباطات وهي موضع رديء سبخٌ لاخير فيه وماؤه ملح، فيه قوم منقطعون عليهم وقفٌ في تلك الجزيرة يعطون بعضه، وأكثر موادهم من النذور، وفيه مشهد لعليّ بن أبي طالب (عليه الصلات والسلام) عنه، وغير ذلك، وأكثر أكلهم السمك الذي يصطادونه من البحر، ويقصدهم المجاورون في المواسم للزيارة، ويروي في فضائلها أحاديث غير ثابتة. كما يذكر المقدسي عبّادان بإنها «مدينة في جزيرة وليس وراءها بلد ولا قرية»، هذا الوصف ينطبق تمامًا على مدينة عبّادان الحالية التي تقع في مصّب الشط العرب وليس وراءها قرية أو مدينة.
أمّا ابن خرداذبه والذي عاش في القرن الثاني للهجرة يصف لنا موقع عبّادان الجغرافي بشكل ينطبق مع موقعها الحالي الواقع في جزيرة والذي يبعد عن البصرة بأثني عشر فرسخًا. ويذكر لنا مؤلف كتاب «الروض المعطار في خبر الاقطار» هذه المسافة بين البصرة وعبّادان أي بأثني عشر فرسخًا ويكتب عن شهرة حصير العبّاداني الذي كان ينتج من بردي عبّادان. كما يؤيد ابن الفقيه موقع عبّادان الجغرافي حين يصف ناحية البصرة. ويكتب لنا مؤلف كتاب «حدود العالم من المشرق إلى المغرب» موقعها الواقع على شاطئ البحر وذلك في معرض حديثة عن بلاد العراق ومدنها. عبّادان الحالي ينطبق تمامًا مع ما كتبه علماء الجغرافية والرّحالة، فــبالإضافة إلى ما جاء آنفًا فإن ياقوت الحموي يصف موقع عبّادان الجغرافي في جزيرة، تحت البصرة قرب البحر إنّ مياه نهر دجلة تحيطان بهذه الجزيرة والعجم يسمّونها «ميان روذان» لما ذكرنا من إنها بين نهرين.
و شاعر المعروف ناصر خسرو والذي زار مدينة عبّادان في القرن الخامس الهجري يذكر موقع عبّادان الجغرافي، إذ جاءها من البصرة راكبًا زورقًا ومرّ بها حتى وصل إلى الناحية الشرقية. وكتب عنها ابن حوقل في القرن الرابع الهجري وذكر موقعها الجغرافي.
ازدهرت مدينة عبّادان في عهد العباسي حيث برزوا علماء من هذه المدينة مثل أحمد بن سليمان العبّاداني المتولد في رجب 248 هـ.ق والقاضي احمد بن الحسن الشافعي العباداني المتولد في عام 434 هـ.ق والرّحالة المعروف حسن بن سعيد العبّاداني المقرئ.
بعد الدمار والخراب الكامل الذي لحق بكور الأهواز في القرن الثامن الهجري، دمّرت مدينة عبّادان كباقي مُدن هذه البقعة مثل البيان (المحمرة الحالية)، أُبُّـله، حصن مهدي، سوق الأهواز، سوق الأربعاء، عسكر مُـكْرَم، مناذر الصغرى، نهرتيري، الكلبانية، المختارة، خشبات (أو الخشّاب)، واندرست المدينة ولم يبق لها أي أثر، لهذا السبب لم نعثر على اسم هذه المدينة في الكتب التاريخية والمصادر الجغرافية بعد القرن الثامن الهجري. كما لم يذكر اسم هذه المدينة في أواسط القرن التاسع الهجري عند وصول، سيد محمد المشعشع مؤسس سلالة المشعشعيين في عام 845 هـ.ق سدة الحكم، ولم نقرأ عنها في خضام معارك المشعشعيين للسيطرة على مدينة البصرة. بعد ذلك وفي فترة حكم الديريون على البصرة وإقامـَة حكم بني كعب، نقرأ عن القبان والفلاحية ولانقرأ شيئًا عن مدينة عبّادان. وفي عهد شيخ غيث الكعبي في عام 1243 هـ.ق (1827 ميلادي) ذكَر اسم قرية البريم والتي هي حاليًا جزء من مدينة عبّادان ولم يذكر اسم عبّادان.
كما يبدو بعد الدمار الذي لحق بمدينة عبّادان، انطمست اسم المدينة ولم يبقَ لها أثر، ولكن في القرن العاشر الهجري بنـوا الأهالي على أنقاض المدينة المدمّرة بيوتًا وأعاد الحاج محمود المعروف بحاج محمود القيـّـم بناء مقام الخضر في موقعه السابق في عام 920 هجري وأصبحت مدينة عبّادان، قرية صغيرة بعد ذلك الدمار، انمحقت اسم مدينة عبادان من الكتب والمصادر التاريخية وبرز اسم الخضر وسمّيت تلك البقعة بجزيرة الخضر بدلًا عن عبّادان، في حين نرى إن بعض المورخين ذكرواها بجزيرة «المحرزي».
بعد اكتشاف النفط في بئر نفطون بمدينة «مسجد سليمان» في عام 1908 وقرار البريطانيون بإنشاء مصفى لتكرير النفط في جزيرة الخضر في عهد الشيخ خزعل بن جابر وبعد مفاوضات طويلة مع الشيخ وإبرام اتفاقية بهذا الخصوص، استأجروا البريطانيون قطعة من أراضي الشيخ في جزيرة الخضر وشيّدوا في جوار قرية عبّادان مصفًا للنفط، فبعد ذلك ظهر اسم عبّادان من جديد وطويّ اسم جزيرة الخضر.

### القرن العشرين

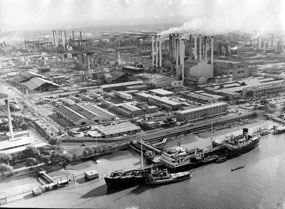
مصفاة المدينة أنشأتها شركة النفط الإنجليزية الفارسية.

ازدهرت عبّادان في أوائل القرن المنصرم وبالتحديد بعيد عام 1909 وبعد عقدًا أصبحت من أهم المدن في الخليج العربي، بنيت فيها منشآت ومستحدثات وبيوت على نمط بيوت الأروبيين وعُبِدت الطرق والشوارع وأضاءت بقناديل كهربائية 37، وبدأت الهجرة لمدينة عبّادان من مُدُن إيران الجنوبية وجاءوا البريطانيون بعمال من الهند ومن بريطانيا، حيث أصبح عدد سكان المدينة في عام 1921، ثلاثين ألف نسمة. صمّمت المدينة على طراز المدن البريطانية وبنوا البريطانيون بنايات جديدة منها إدارية وأخرى للموظفين من ذوي الرتب الرفيعة. وفي الأواخر عهد الشيخ خزعل بن جابر بنيّ فيها ثمانين محلًا تجاريًا واتصلت المدينة بمدينة الأهواز على بعد 120 كـم وبمدينة مسجد سليمان على بعد 230 كـم بشبكة اتصالات سلكية.
فبعد أن قرر البريطانيون إنهاء حكم الشيخ خزعل وعلى أثر ذلك تم دخول قوات رضا خان وأسر الشيخ خزعل إلى طهران في عام 1925 ميلاديًا، بقي اسم المدينة عبّادان. بعد عشر سنوات أي في عام 1935 ميلادي، استبدل نظام رضا خان اسم «عبّادان» باسم فارسي يُسمي «آبادان»، وهذا الاسم أصبح ساري المفعول في السجلات والكتب الرسمية الإيرانية ولكن لم يغروا الناس اسم عبّادان وبقت عبّادان، عبّادان.

## التسمية
الرأي السائد عند غالبية الجغرافيين والمؤرخين مثل بلاذري، ياقوت الحموي، المقدسي والحميري عزوا هذا الأسم إلى عباد بن الحصين الحبطي الذي عاش في عهد حجاج بن يوسف الثقفي. هذا الرأي يستند إلى قول ابن الكلبي الذي قال: أوّل من رابط بعبادان كان عباد بن الحصين الحبطي. فإذا أخذنا بعين الاعتبار إن النبي الأكرم (صلى الله عليه و سلم) يذكر اسم مدينة عبادان، يتبين لنا إن بناء مدينة عبادان أقدم من زمن الحجاج وعبّاد بن حصين، ومن هنا يظهر لنا جليًا إن بناء مدينة عبادان يعود إلى ما قبل حجاج بن يوسف الثقفي. مما يؤيد هذا الرأي ما كتبه ابن الفقيه، في كتابه البلدان ويذكر إن الخليفة عمر بن الخطاب المتوفي في عام 23 هجريًا بعث رسالة إلى والي البصرة يكتب فيها إن عبادان إقليمًا تابعًا للبصرة ويوكل اليه إدارة شؤونها. سبب تسمية عبادان يرجع إلى عبادة أهل المدينة وعبَّاد (بفتح العَين وتشديد الباء)، صيغة مبالغة لكلمة العابد وتعني كثير العبادة، وبما إن أهل هذه البقعة كانوا زهاد وعَبَّاد، أطلقوا عليها عَـبَّادان بمعني أرض العَبـَّاد أو محل إقامة العَـبَّاد.

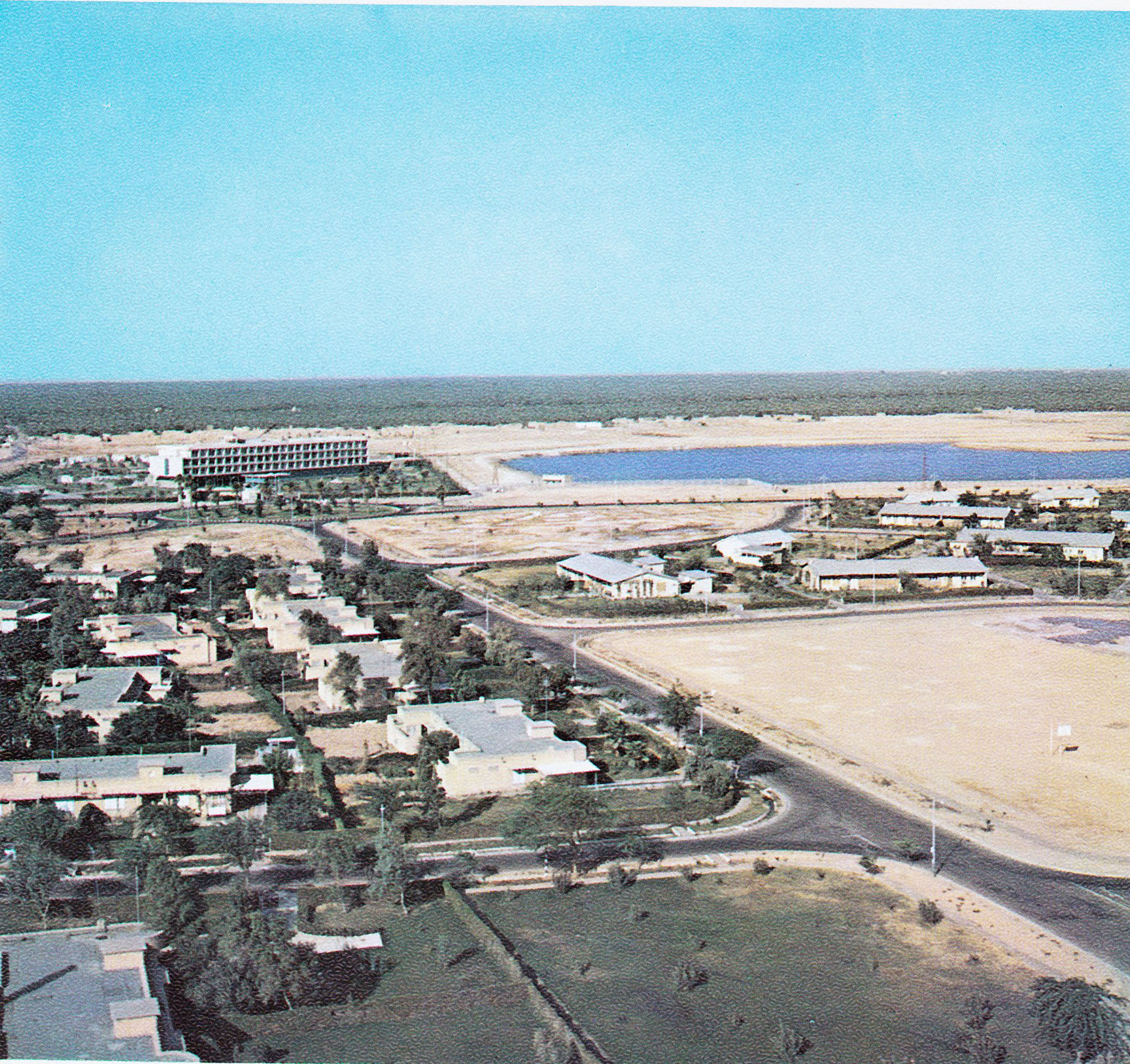
إسكان شركة النفط الإيرانية في السبعينات

## خلال الحرب الإيرانية العراقية
تأثرت المدينة في بداية الثمانينيات من الحرب العراقية الإيرانية وتدمّر جزء كبير من مصافي النفط فيها. كما وصل تعداد السكان إلى ما يقارب الصفر خلال فترة الحرب وذلك لوقوعها على خط التماس مع مناطق القتال البري. إذ يُمكن رؤية مدينة البصرة بالعين المجردة من مدينة عبادان.

## حقبة ما بعد الحرب
بعد الحرب كان هناك اهتمام كبيير بإعادة إصلاح مصافي النفط فيها وفي عام 1993م بدأت مصافي النفط بالعمل بشكل محدود لكن في عام 1997 م وصلت قدرتها الإنتاجية إلى ما كانت عليه قبل الحرب.

## التعليم

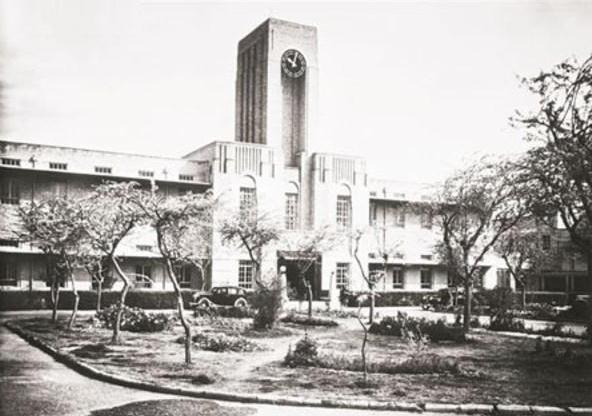
جامعة عبادان للنفط إحدى أوائل جامعات إيران إنشاء